# Circuito de Laoshan para Bicicleta de Montaña

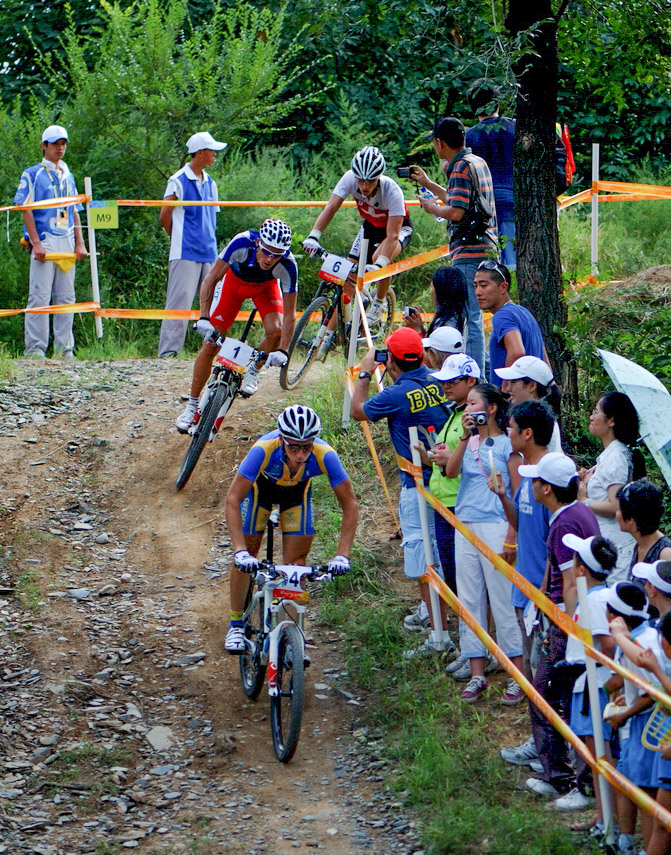
Circuito Laoshan para Bicicleta de Montaña.

La Pista de Ciclismo de Montaña de Laoshan (chino simplificado: 老山山地自行车场, pinyin: Lǎoshān Shāndì Zìxíngchē Chǎng) es una instalación deportiva, situada en Pekín (China) y en la cual se celebraron las competiciones de ciclismo de montaña durante los Juegos Olímpicos de 2008. 
Para la ocasión, contó con una grada de carácter temporal con capacidad para 2.000 espectadores. 
Este circuito se encuentra ubicado en el barrio de Laoshan, distrito de Shijingshan, al oriente de la capital china y adyacente al Velódromo de Laoshan.